# Majmławki
Majmławki (niem. Mamlack) – osada w Polsce położona w województwie warmińsko-mazurskim, w powiecie bartoszyckim, w gminie Sępopol. W latach 1975–1998 miejscowość administracyjnie należała do województwa olsztyńskiego. Przez wieś przepływa struga Mamlak.

## Historia
W 1983 roku we wsi było 7 domów i PGR. Mieszkało 98 osób. Funkcjonowała świetlica. 